# Districtul Zell am See
Districtul Zell am See se întinde pe același areal geografic ca și fostul ținut (Gau) Pinzgau, fiind unul dintre cele cinci ținuturi ale landului Salzburg din Austria. În partea estică este învecinat cu districtul Pongau, la vest cu landul Tirol,  la nord cu granița Germaniei iar la sud cu Tirolul de Sud (Italia) și landul Kärnten.

## Impărțirea administrativă
Districtul este subîmpărțit în 28 de comune și două orașe:
- Orașele fiind Saalfelden  (15.661 loc.) și Zell am See (9967 loc.) cu
  - localitățile: Almdorf, Bachwinkl, Bergham, Breitenbergham, Bsuch, Deuting, Dorfheim, Euring, Gerling, Haid, Harham, Hof, Hohlwegen, Kehlbach, Lenzing, Letting, Marzon, Mayrhofen, Niederhaus, Obsmarkt, Pabing, Pfaffenhofen, Pfaffing, Rain, Ramseiden, Ruhgassing, Saalfelden am Steinernen Meer, Schinking, Schmalenbergham, Schmieding, Schützing, Thor, Uttenhofen, Weikersbach, Wiesersberg, Wiesing, Bruckberg, Erlberg, Schmitten, Thumersbach, Zell am See.
- Târguri:
  - Lofer (1.943 loc.), Mittersill (5.930 loc.), Neukirchen am Großvenediger (2.616 loc.), Rauris (3.107 loc.), Taxenbach (2.918 loc.)
- Comune:
  - Bramberg am Wildkogel (3.895 loc.), Bruck an der Großglocknerstraße (4.430 loc.), Dienten am Hochkönig (800 loc.), Fusch an der Großglocknerstraße (754 loc.), Hollersbach im Pinzgau (1.159 loc.), Kaprun (2.903 loc.), Krimml (886 loc.), Lend (1.604  loc.), Maishofen (3.026 loc.), Maria Alm am Steinernen Meer (2.143 loc.), Niedernsill (2.413 loc.), Piesendorf (3.481 loc.), Saalbach-Hinterglemm (3.020 loc.), Sankt Martin bei Lofer (1.151 loc.), Stuhlfelden (1.539 loc.), Unken (1.956 loc.), Uttendorf (2.813 loc.), Viehhofen (635 loc.), Wald im Pinzgau (1.176 loc.), Weißbach bei Lofer (406  loc.).

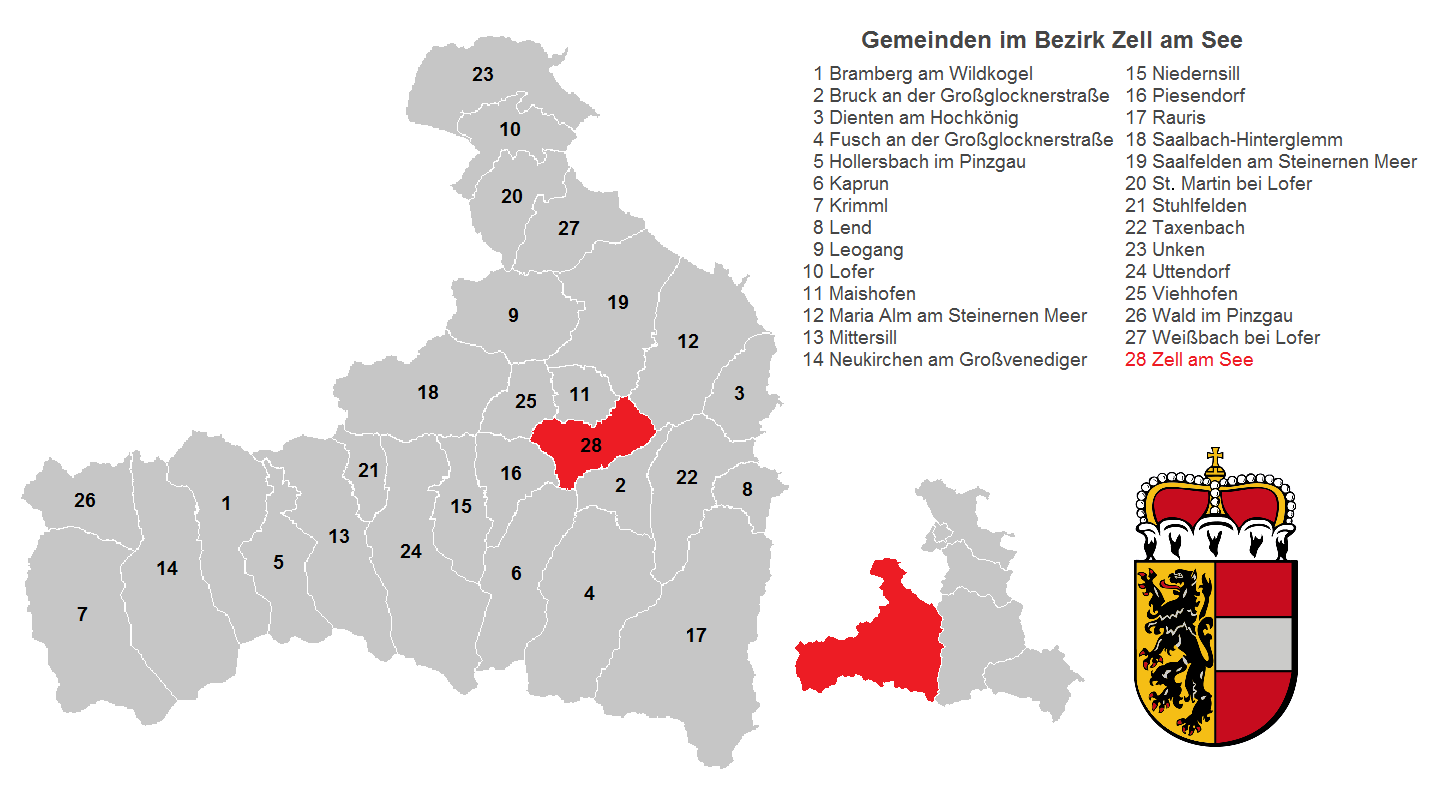
Localităţile din Districtul Zell am See